# Samuel Duvall
Samuel Harding Duvall (Liberty, Indiana, 11 de març de 1836 – Liberty, 26 de setembre de 1908) va ser un arquer estatunidenc que va competir durant la segona meitat del segle xix i els primers anys del segle xx.
El 1904 va prendre part en els Jocs Olímpics de Saint Louis, on va guanyar la medalla de plata en la prova de la ronda per equips, com a membre de l'equip Cincinnati Archers del programa de tir amb arc. En la prova de la ronda americana fou catorzè.
Amb 68 anys complerts en el moment de disputar-se els Jocs, Duvall conserva el fet de ser el participant i medallista estatunidenc de més edat en prendre part i guanyar una medalla en uns Jocs Olimpics.